# Thelonious Monster
Thelonious Monster – punkrockowy zespół pochodzący z Los Angeles, którego liderem jest Bob Forrest. Zespół wydał 5 płyt na przestrzeni 18 lat działalności, z tym, że w latach 1992 – 2004 nie wydano żadnego albumu z powodu nieformalnego zawieszenia działalności zespołu (Forrest skupił się na solowych projektach).

## Dyskografia

### Albumy studyjne
- Baby...You're Bummin' My Life out in a Supreme Fashion (1986) – Epitaph Records
- Next Saturday Afternoon (1987) – Relativity Records
- Stormy Weather (1989) – Relativity Records
- Beautiful Mess (1992) – Capitol Records
- California Clam Chowder (2004) – Lakeshore Records

### Single
- Walk On Water (1987)
- Blood Is Thicker Than Water (1992)
- Sammy Hagar Weekend